# Hemidesmozom

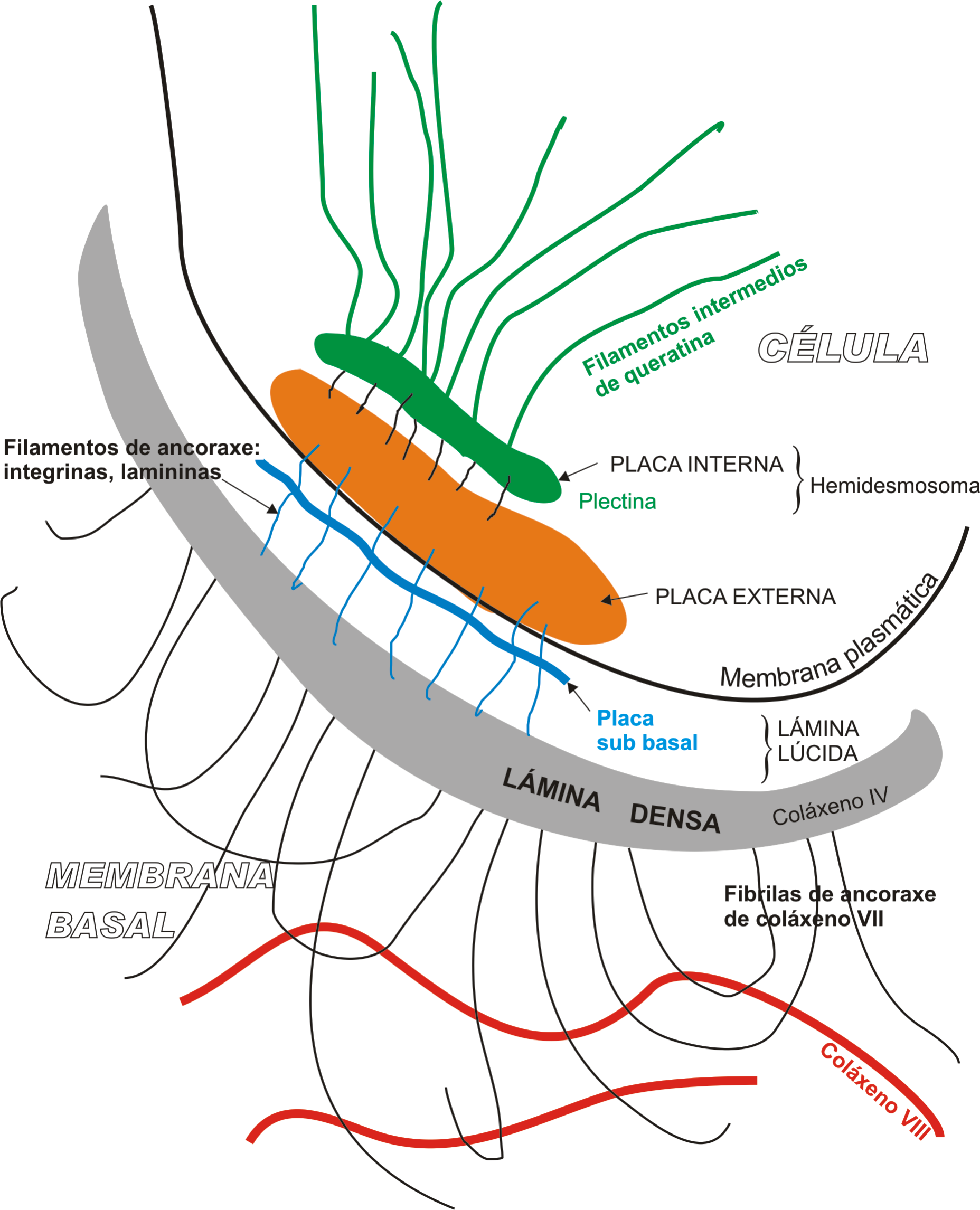
Hemidesmozom a jeho interakce

Hemidesmozom je asymetrická struktura v membráně epiteliálních buněk, díky které jsou buňky ukotveny k bazální lamině.

## Popis
Hemidesmozomy můžeme pozorovat elektronovým mikroskopem; jsou to struktury podobné desmozomům (odtud mají také jméno – „poloviční desmozomy“), ale mají jiné molekulární složení, což se odráží hlavně v jejich rozdílné funkci. Hemidesmozomy upevňují intermediální filamenta s bazální laminou. Byly prováděny pokusy s myšmi které potvrdily, že hemidesmozomy hrají důležitou roli v udržování integrity epidermálních buněk se škárou. U myší, u kterých nebyly přítomny zralé hemidesmozomy se na kůži objevily puchýře a zvířata zemřela krátce po narození.

## Složení
Ze strukturního hlediska není hlavním proteinem kadherin, ale hemidesmozomy patří do integrinové třídy receptorů. Obsahují α6β4 integrin komplex, což je heterodimerní molekula skládající se ze dvou polypeptidových řetězců. Extracelulární část se váže na bazální laminu a interaguje s proteiny, které jsou v ní obsaženy – hlavně na laminin-5. Tato interakce je pro hemidesmozomy jedna z nejdůležitějších, a to kvůli udržování epiteliální adheze. Mutace v genech pro laminin-5 vede k dědičné kožní nemoci, bulózní epidermolýze, která se projevuje puchýři na kůži.
Intracelulární část hemidesmozomu se váže prostřednictvím kotvícího proteinu plektinu na keratin intermediálních filament.

## Proteiny
Během posledních 20 let bylo identifikováno a popsáno nejméně devět proteinů, které tvoří hemidesmozomy. Konkrétně BP230 ,plektin, kolagenu podobná molekula tetraspanin ,která je charakterizována čtyřmi transmembránovými doménami a v interakci s různými proteiny vytváří multimolekulární komplex nazývaný „tetraspanin web“, a potom výše zmíněný heterodimer α6β4 integrin komplex. U všech ještě nebyly přesně zjištěny všechny jejich funkce.
Laminin-5 (laminin-332, nicein, epiligrin, kalinin) je hlavní složkou bazální membrány v mnoha epiteliálních tkáních. Pokusy in vivo i in vitro dokázaly, že je laminin-5 klíčový pro shromáždění jader desmozomů, udržení jejich strukturální integrity a pro regulaci adheze.

### Funkce proteinů
Některé tyto zmíněné molekuly jsou cílem pro autoimunitní nebo genetické nemoci a určité hemodesmozomální proteiny také hrají velmi významnou roli v buněčné signalizaci a pohybu buněk ve zdravých tkáních, které se přestavují a také v nádorových buňkách.
Exprese α6β4 integrinového komplexu byla také dokázána v endoteliálních buňkách, nezralých T-buňkách a Schwannových buňkách, přestože není zcela jasné, proč tyto buňky shromažďují adhezivní prostředky. Pravděpodobně se α6β4 integrin komplex v těchto neepiteliálních buněčných typech podílí právě na buněčné signalizaci.

## Autoimunitní onemocnění
Jedno z častých autoimunitních onemocnění se nazývá bulózní pemfigoid. Je způsobeno protilátkami IgG, které cirkulují a vážou se na antigeny v oblasti bazální membrány. Projevuje se spíše u starších pacientů a to puchýři na končetinách nebo trupu. Další nemocí je jizvící pemfigoid a postihuje spíše sliznici hrtanu, hltanu, spojivky, úst a genitálu, než kůži. Struktury mají tendence k jizvení a spojivka může být poškozena až takovým způsobem, že hrozí riziko oslepnutí.